# Canariella huttereri
Canariella huttereri е вид охлюв от семейство Hygromiidae. Видът е застрашен от изчезване.

## Разпространение
Разпространен е в Испания (Канарски острови).

## Описание
Популацията на вида е намаляваща.